# Otto Schindewolf
Otto Schindewolf, född 7 juni 1896 i Hannover, Tyskland, död 10 juni 1971 i Tübingen, Tyskland, var en tysk paleontolog.
Schindewolf studerade paleontologi vid Göttingens universitet från 1914 till 1917. Efter att ha forskat vid Universitetet i Marburg disputerade han där 1919 på en avhandling som behandlade fossila ammoniter under devontiden. Schindewolfs doktorsavhandling prisbelönades, blev mycket uppmärksammad och gjorde honom känd som en mycket skicklig biostratigrafisk forskare. Efter habilitation 1921 blev han privatdocent. Han utnämndes till professor 1927 (s.k. "außerplanmäßiger Professor") och fick samma år anställning vid Preußischen Geologischen Landeshaft i Berlin.
1947 blev han professor i paleontologi vid Humboldtuniversitetet i Berlin. Året därpå tillträdde han en professur vid Tübingens universitet, där han också var föreståndare för universitetets paleontologiska institut. Han var universitetets rektor 1956-1957 och blev kvar vid Tübingen fram till sin pension 1964.